# Stożek zderzeniowy

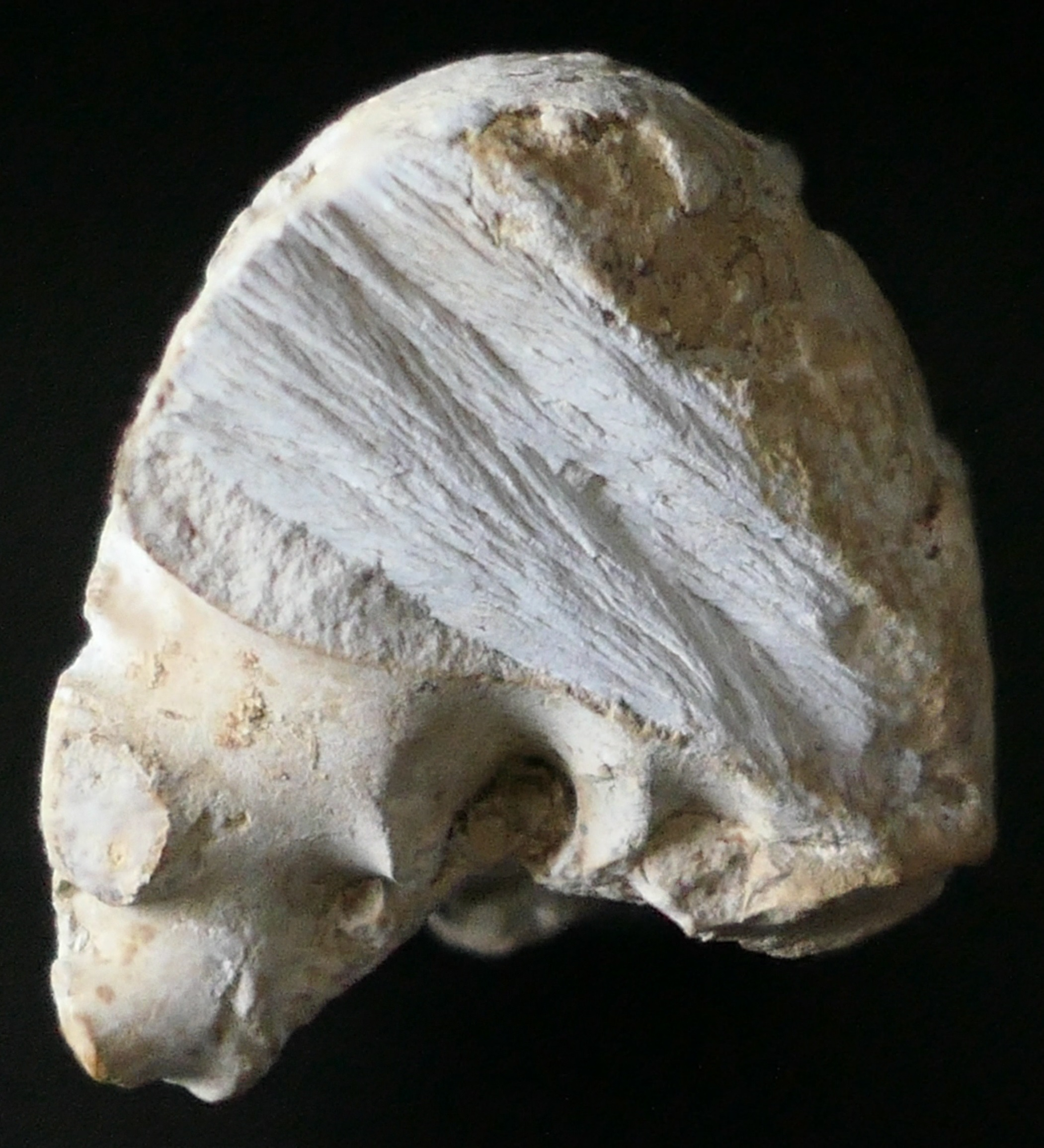
Blok wapienia ze stożkami zderzeniowymi z krateru Steinheim w Niemczech

Stożek zderzeniowy – struktura geologiczna powstająca w skałach wskutek metamorfizmu szokowego, mająca postać spękań układających się na powierzchniach stożkowych. Stożki zderzeniowe występują w podłożu kraterów uderzeniowych i innych silnych eksplozji, takich jak podziemne próby jądrowe.

## Charakterystyka

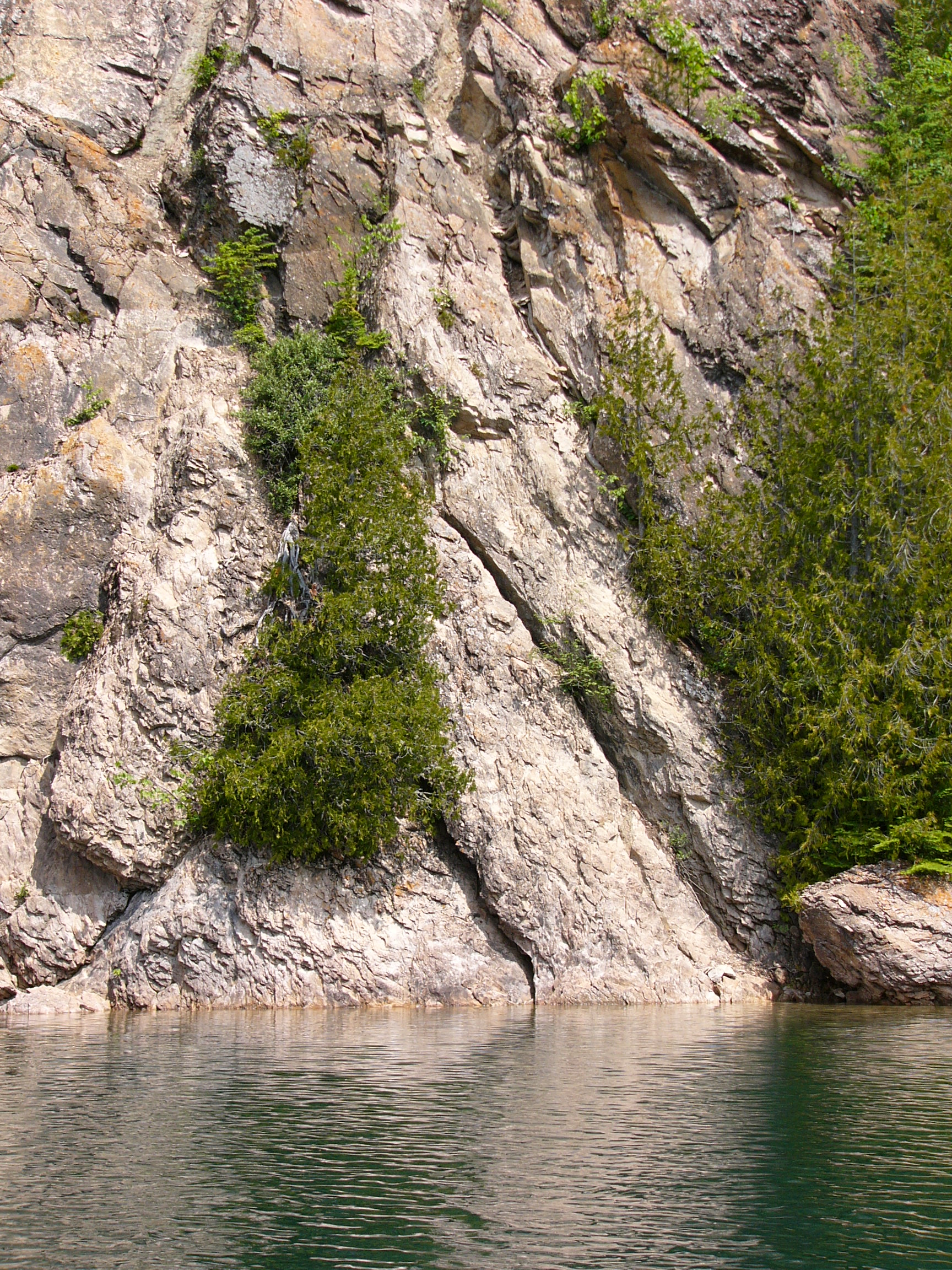
Dziewięciometrowej wysokości stożek zderzeniowy w kraterze Slate Islands

Stożki zderzeniowe zostały po raz pierwszy opisane w niemieckim kraterze Steinheim. Mają rozmiary od kilku centymetrów do kilku metrów, a ich kąt rozwarcia zawiera się przeważnie od 60° do 120° (typowo ok. 90°). Najlepiej wykształcone powstają w skałach drobnoziarnistych. Charakteryzują się podłużnymi bruzdami typu „końskiego ogona”. Rzadko spotyka się kompletne stożki, częściej wiązki z grubsza stożkowatych fragmentów tworzące trójwymiarową, rozgałęziającą się sieć o hierarchicznej strukturze, z licznymi mniejszymi stożkami na powierzchni większego. Choć ich kształt przypomina stożki, zwykle zaginają się w kształt podobny do paraboloidy.
Od lat 60. XX wieku przejawy metamorfizmu szokowego w skałach są traktowane jako niepodważalny dowód uderzenia ciała niebieskiego. Stożki zderzeniowe są jedynymi takimi strukturami osiągającymi makroskopowe rozmiary. Przy rozpoznawaniu miejsc impaktów należy zachować ostrożność, gdyż inne struktury, takie jak lustro tektoniczne, mogą być pomylone ze słabo wykształconymi stożkami. W kraterach złożonych stożki zderzeniowe często występują w skałach wzniesienia centralnego.

## Powstawanie
Stożki zderzeniowe powstają w wyniku szybkiej propagacji naprężeń, bliskiej prędkości fali Rayleigha, gdy ciśnienie fali uderzeniowej w skale osiąga wartość pomiędzy 2 a 30 gigapaskali. W górnym zakresie ciśnień (10–30 GPa) stożki mogą zawierać charakterystyczne mikroskopowe deformacje, które nie powstają przy niższych ciśnieniach. Wyższe ciśnienia prowadzą do zeszklenia, stopienia lub nawet odparowania skały.